# Aurora Serenaj
Aurora Serenaj lub Aurora Seranaj (ur. 14 maja 1982 w Tiranie) – albańska piłkarka, w 2011 roku reprezentantka Albanii.